# 石泉朱王廟
石泉朱王廟，台灣澎湖縣廟宇，位於馬公市石泉里的角頭廟，主祀朱府王爺，創建於清道光15年（1835年），亦是鄰近前寮里、菜園里之公廟。
23°33′19″N 119°35′38″E / 23.555298°N 119.593842°E

## 沿革
石泉里在清代屬嵵裡澚管轄，因聚落有一口自然甘泉的石井，而得「石泉社」之名。石泉社與前寮社、菜園社比鄰而居，居民間關係互動頗為密切，三社因地勢低窪，能有效遮蔽澎湖秋冬季風，且鄰近水源，適宜種植蔬果花卉，居民也多以務農為生。
根據石泉朱王廟碑記，廟宇創建時間約於清代道光15年（1835年），廟中亦有石泉境內居民敬獻「安而行之匾」，落款時間為道光乙未年，應足以佐證之。
關於廟宇創建的傳說，相傳當初係一名唐山客經過石泉社，由於天氣酷熱，便在溝水邊歇腳沖涼，離去之時不慎遺落身上鑲有尊號「朱府王爺」的香火袋，居民當夜發現溝渠處散發紅光，並在樹上拾獲香火袋。菜園、石泉和前寮三社的鄉佬商議之後，便發起共同籌建廟宇供奉朱府王爺之議。
清代時石泉三社人口並不多，所以將石泉朱王廟奉為三社之間的公廟，而之後人口漸眾，前寮社與菜園社遂從石泉朱王廟分火，另建前寮朱王廟和菜園東安宮，法師流派皆為「閭山派」:60–62。

### 年表
- 道光15年（1834），嵵裡澚石泉社、菜園社和前寮社三社居民共同起建朱王廟。
- 光緒十年（1884），菜園社村民從石泉朱王廟分火，建菜園東安宮。[5]
- 明治32年（1899），石泉朱王廟開辦鸞堂「日新社養善堂」。[7]
- 明治38年（1905），黃惟嶽從石泉朱王廟分火，建前寮朱王廟。[4]
- 大正八年（1919），朱王廟遷址約西北方200公尺處重建。[2]
- 昭和二年（1927），石泉鄉人莊雁塔見廟宇傾圯，發起募款重建。年僅27歲的黃貞吉出任正鸞手，著善書《挽世寶篇》。[2]
- 昭和六年（1931），重建竣工，著書立碑於廟中，石碑尚存。
- 太平洋戰爭期間，石泉朱王廟遭美軍轟炸而毀。
- 戰後（1945年），耗時兩年重建。
- 民國60年（1971），朱王廟重啟修建，廟址東移約50公尺。
- 民國88年（1999），朱王廟重啟修建，即為現貌。

## 圖輯

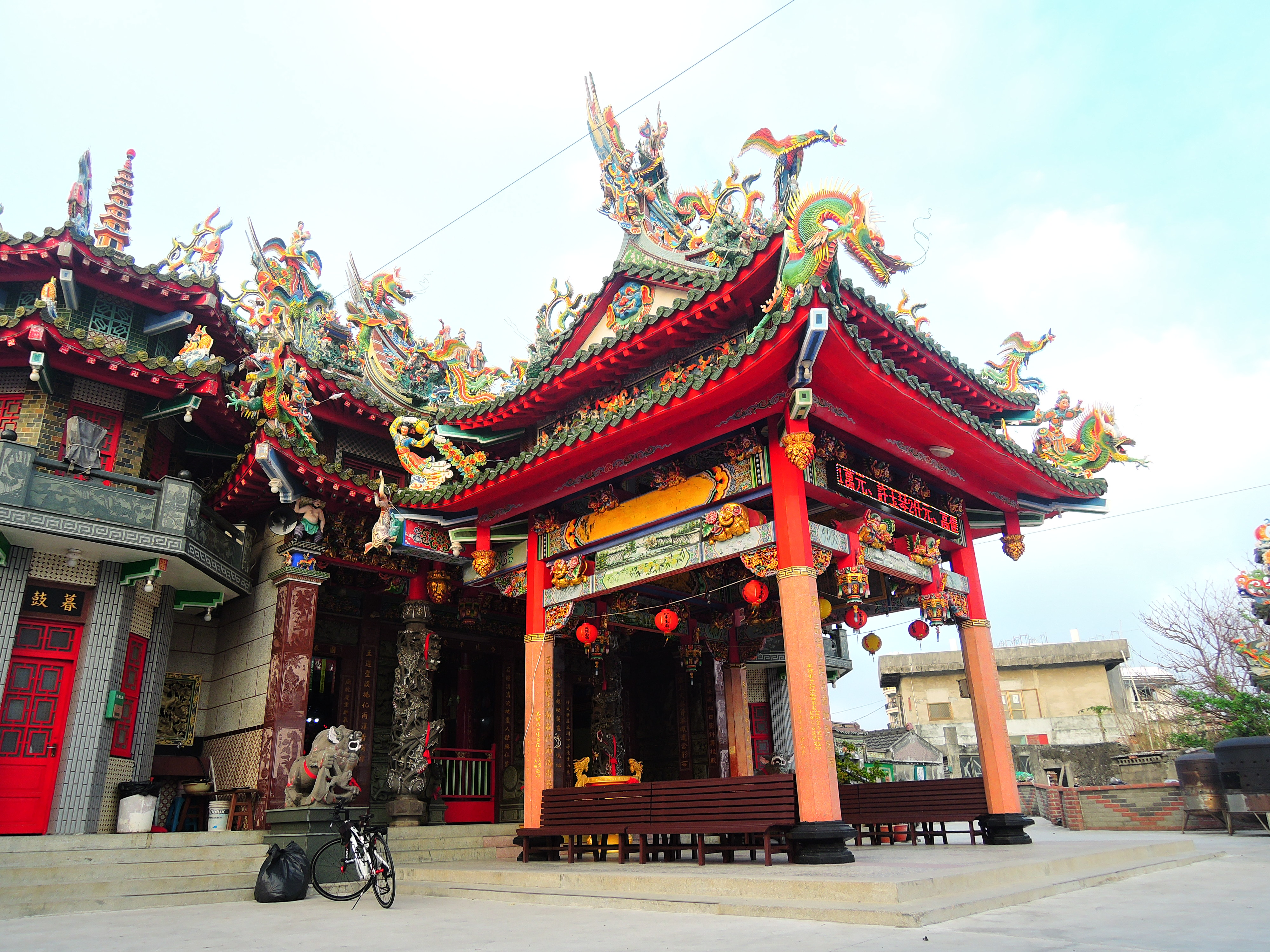
四垂亭
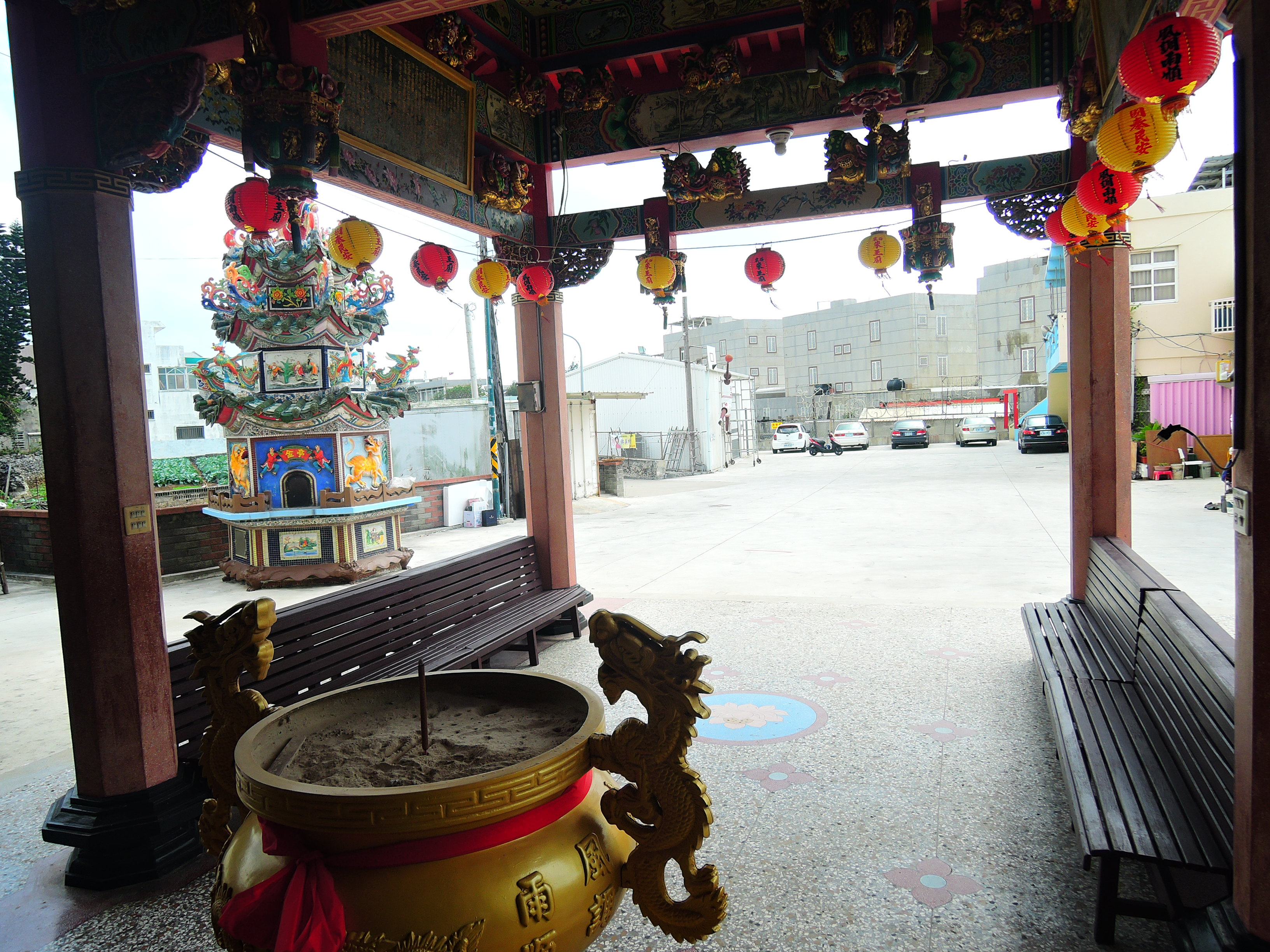
天公爐、四垂亭外景
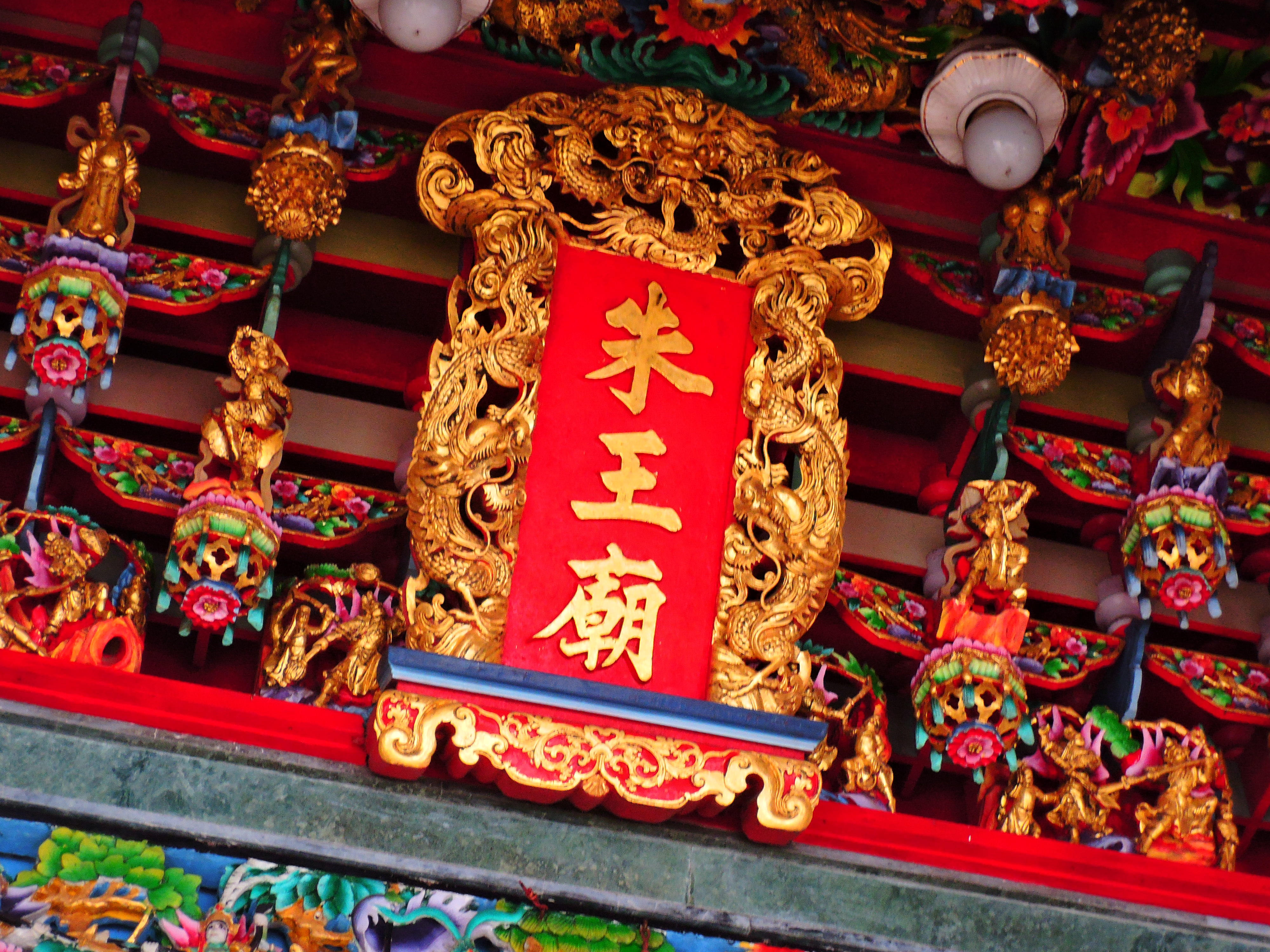
聖旨牌
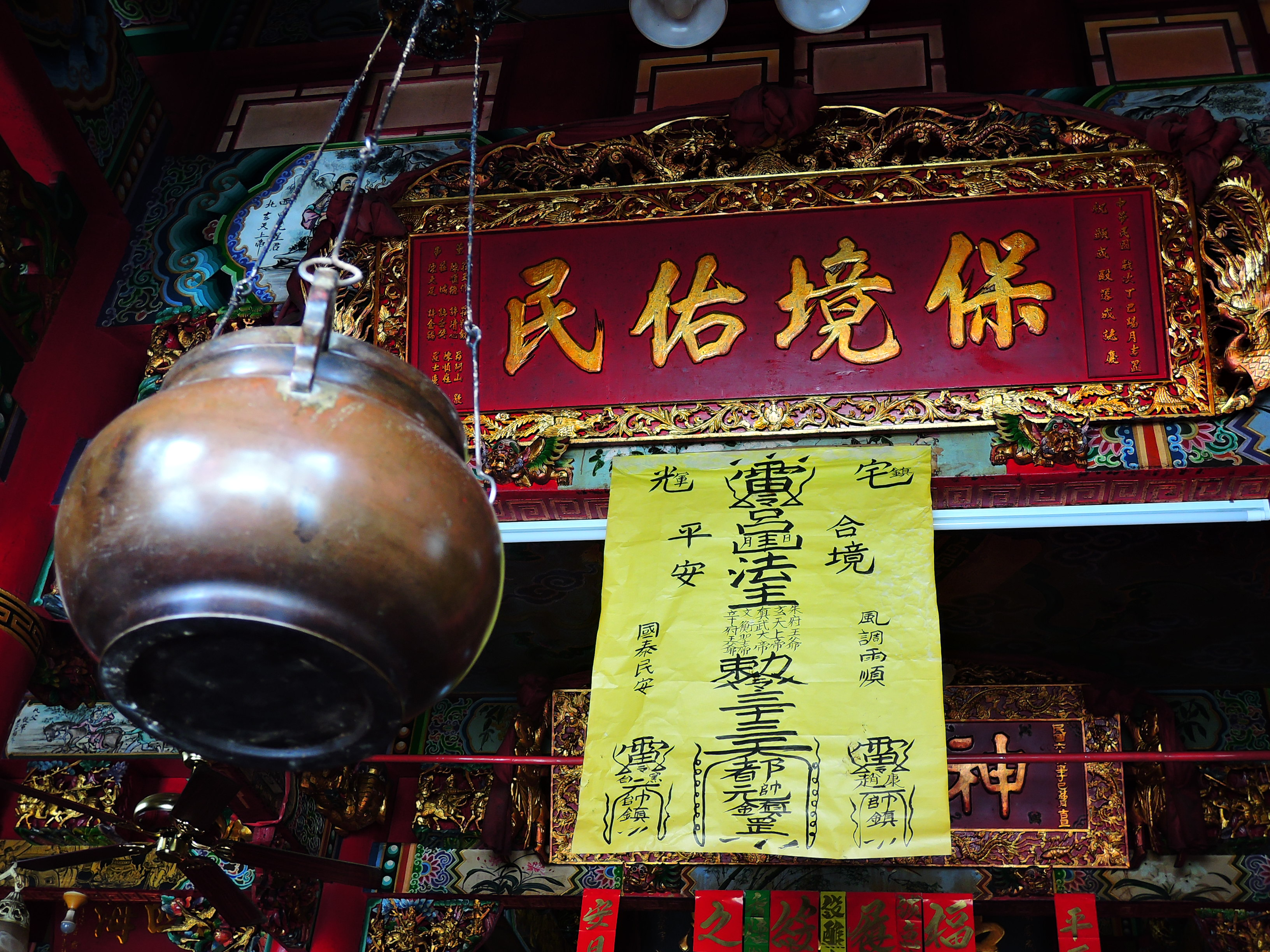
三界公爐、大符、匾額
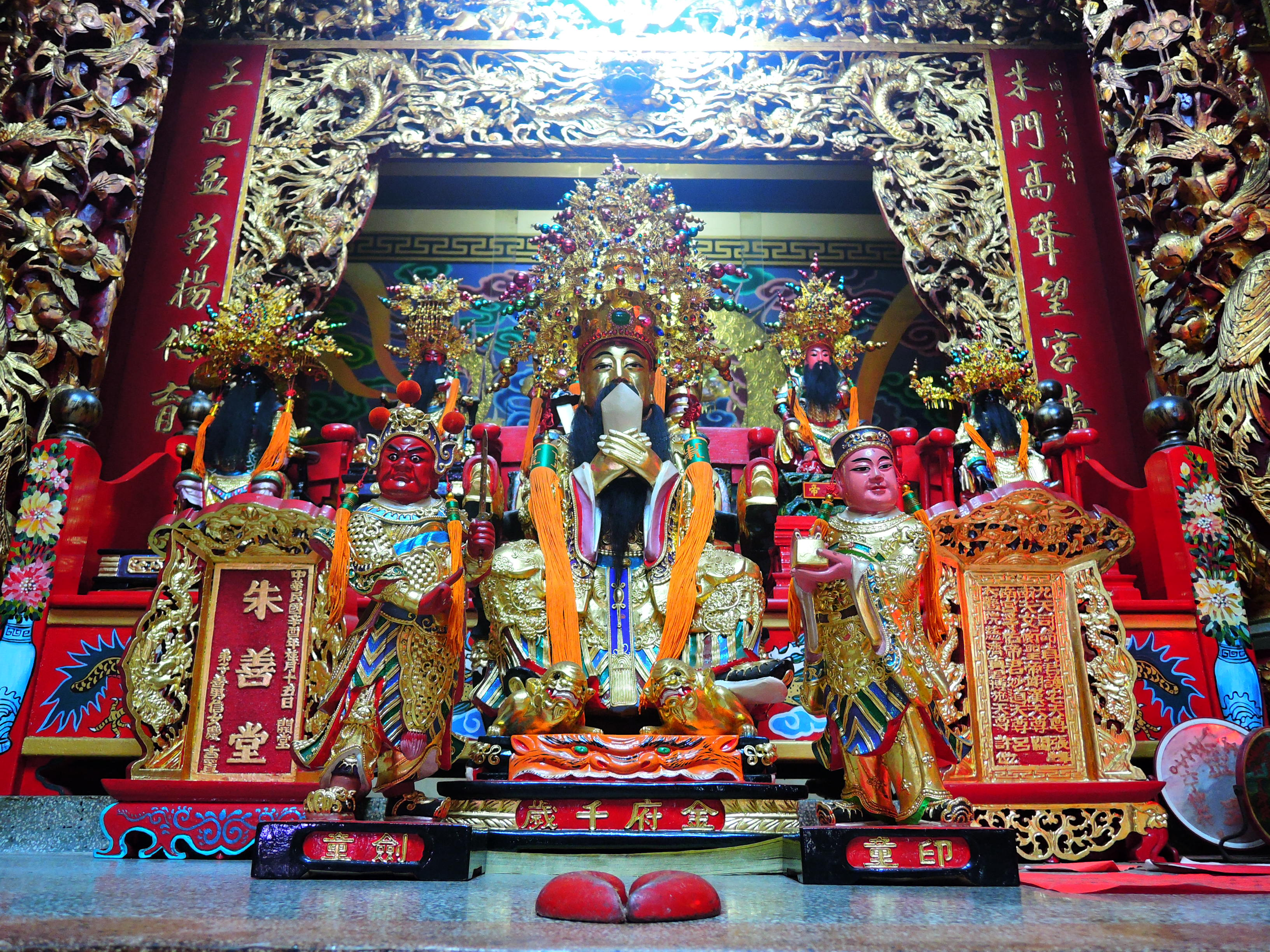
正殿諸神像與神牌
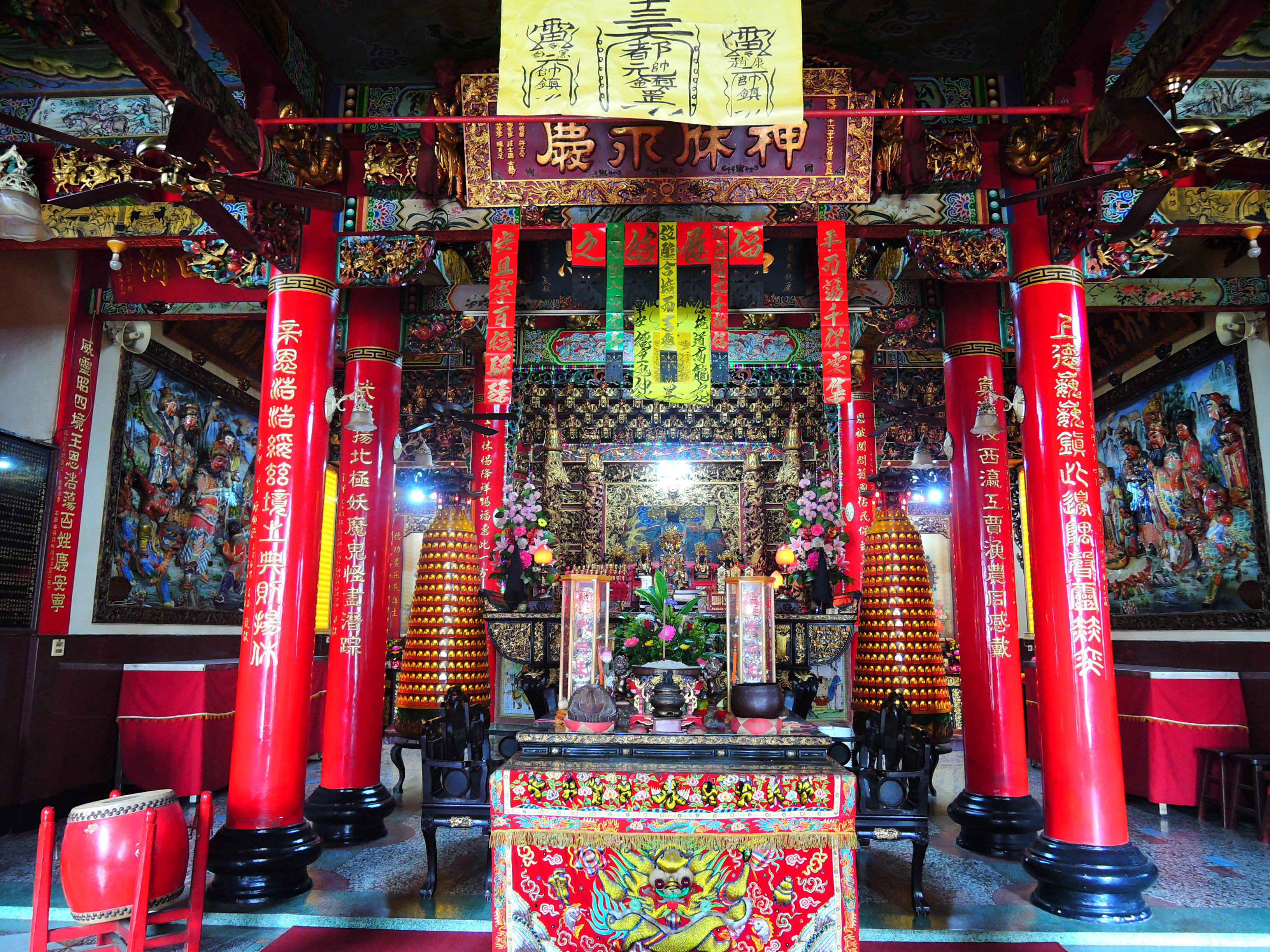
正殿內部
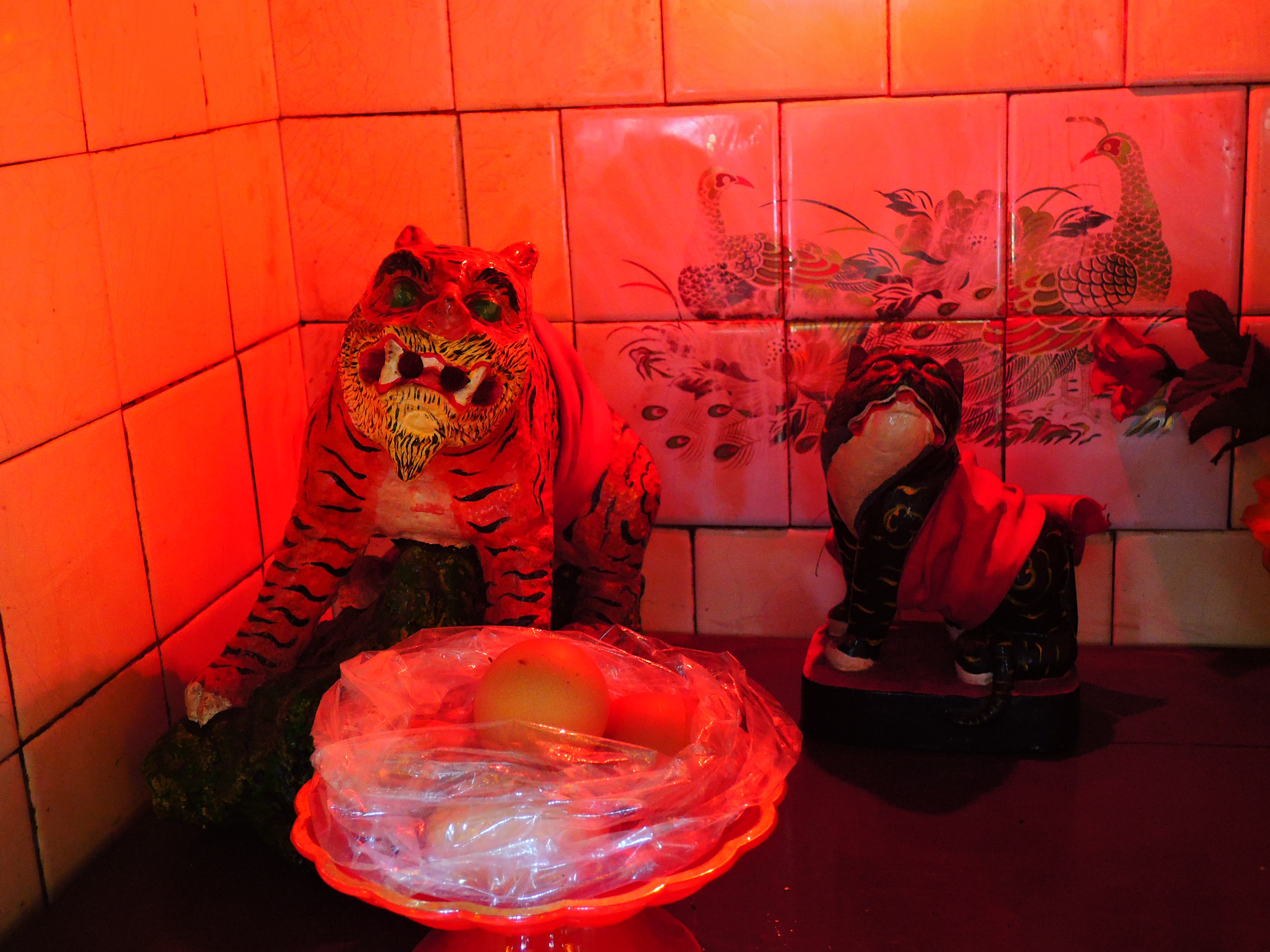
虎爺像

## 文物

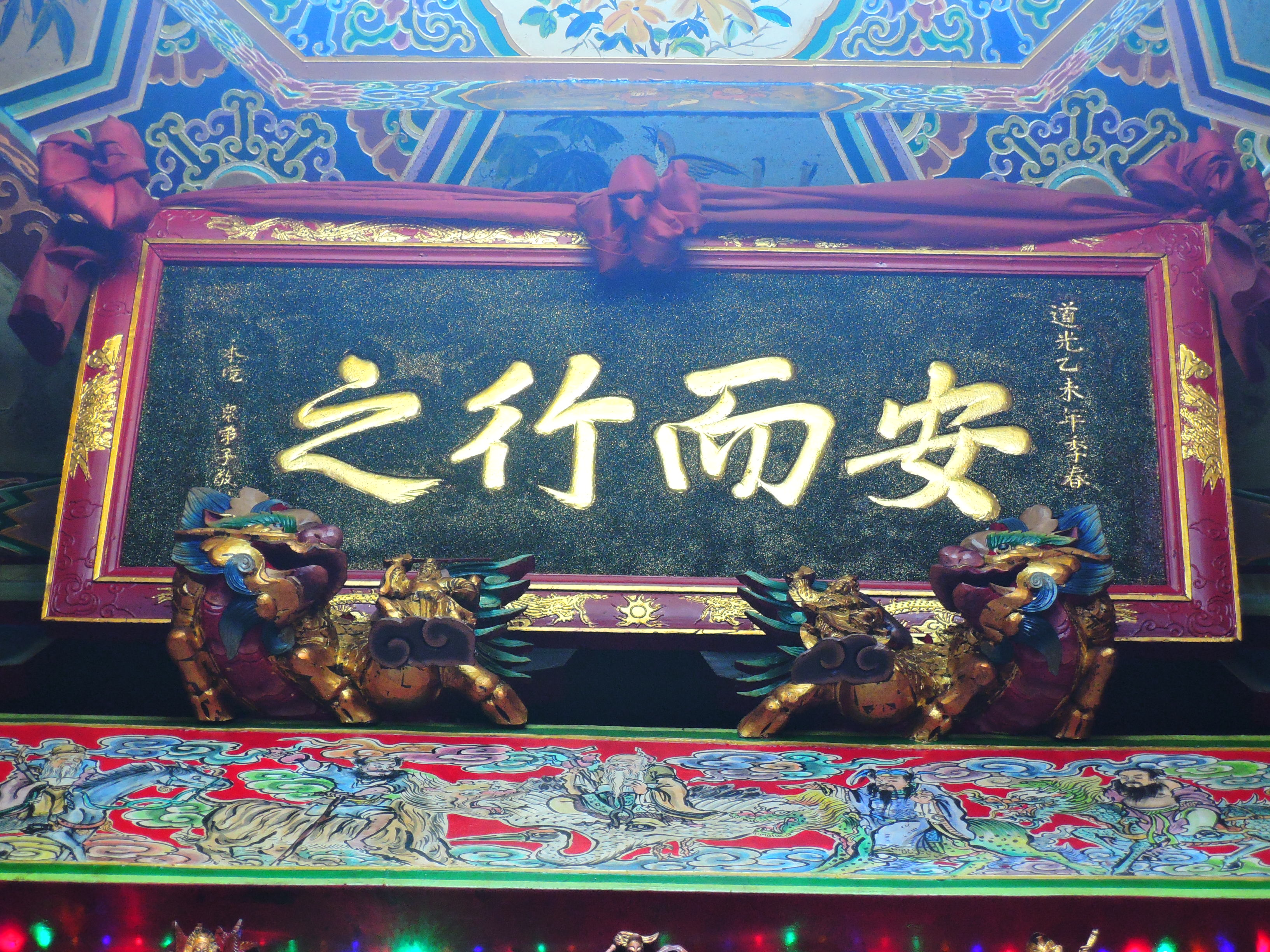
安而行之匾（1835年立）
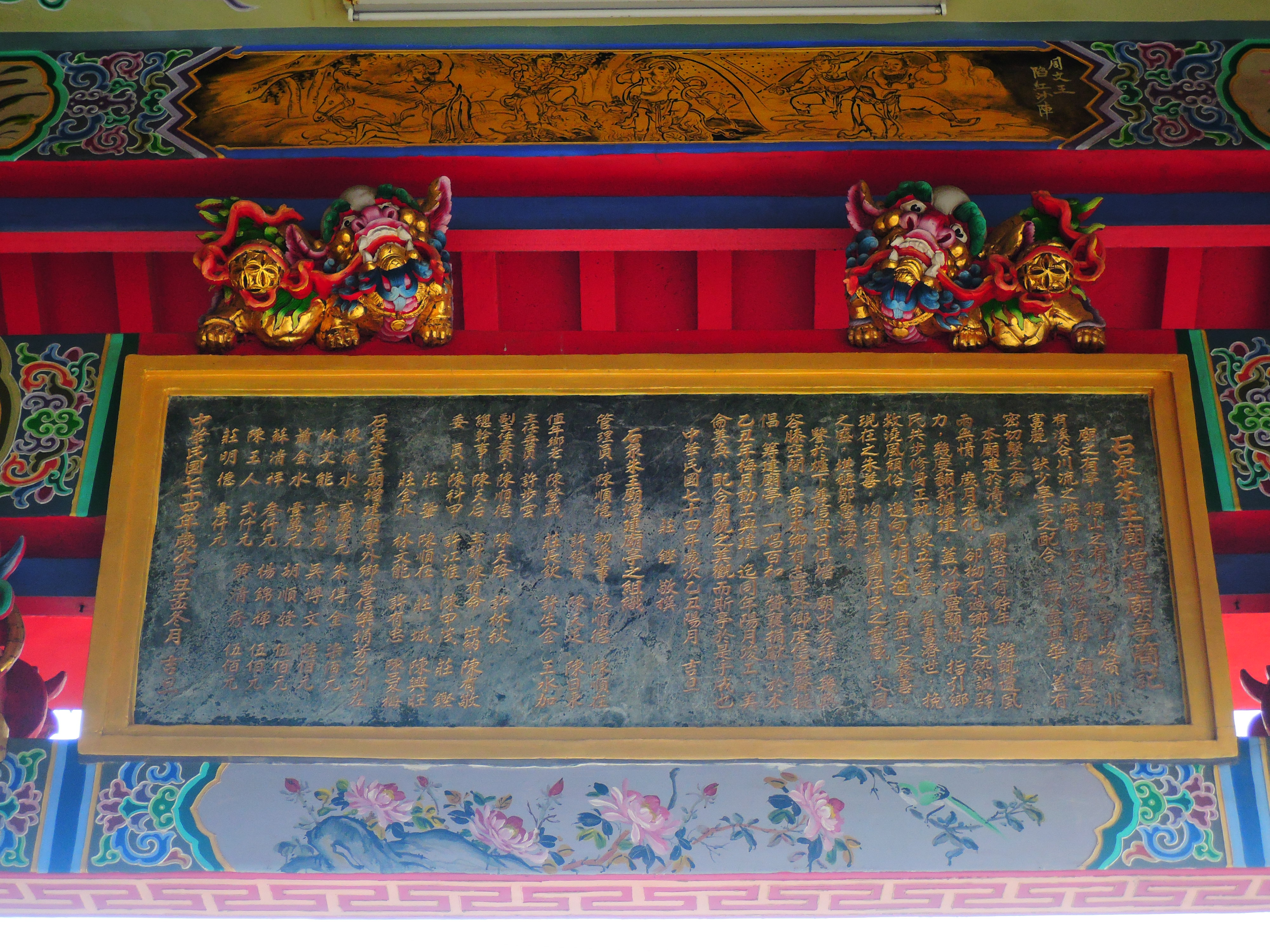
四垂亭碑記
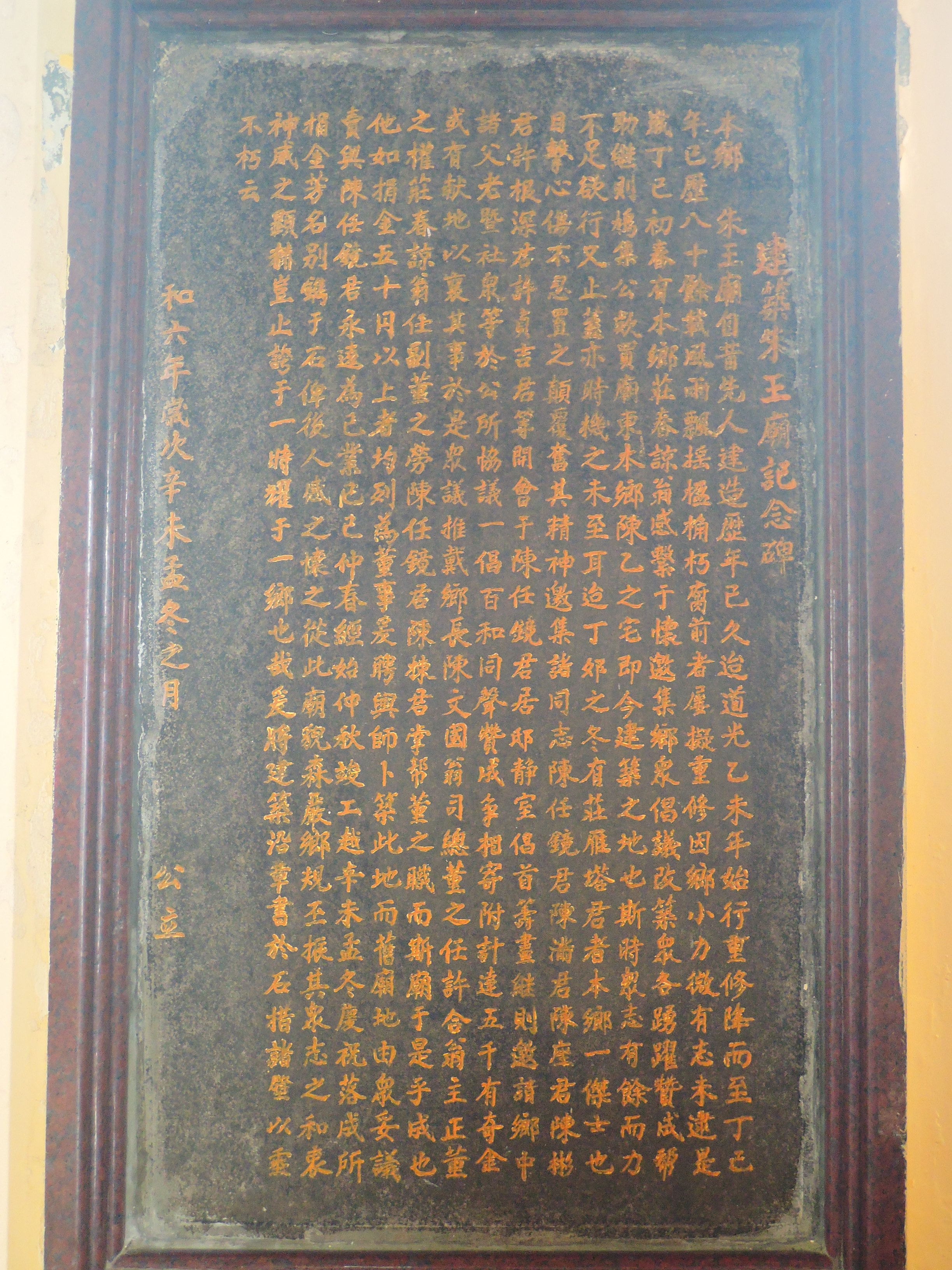
碑文
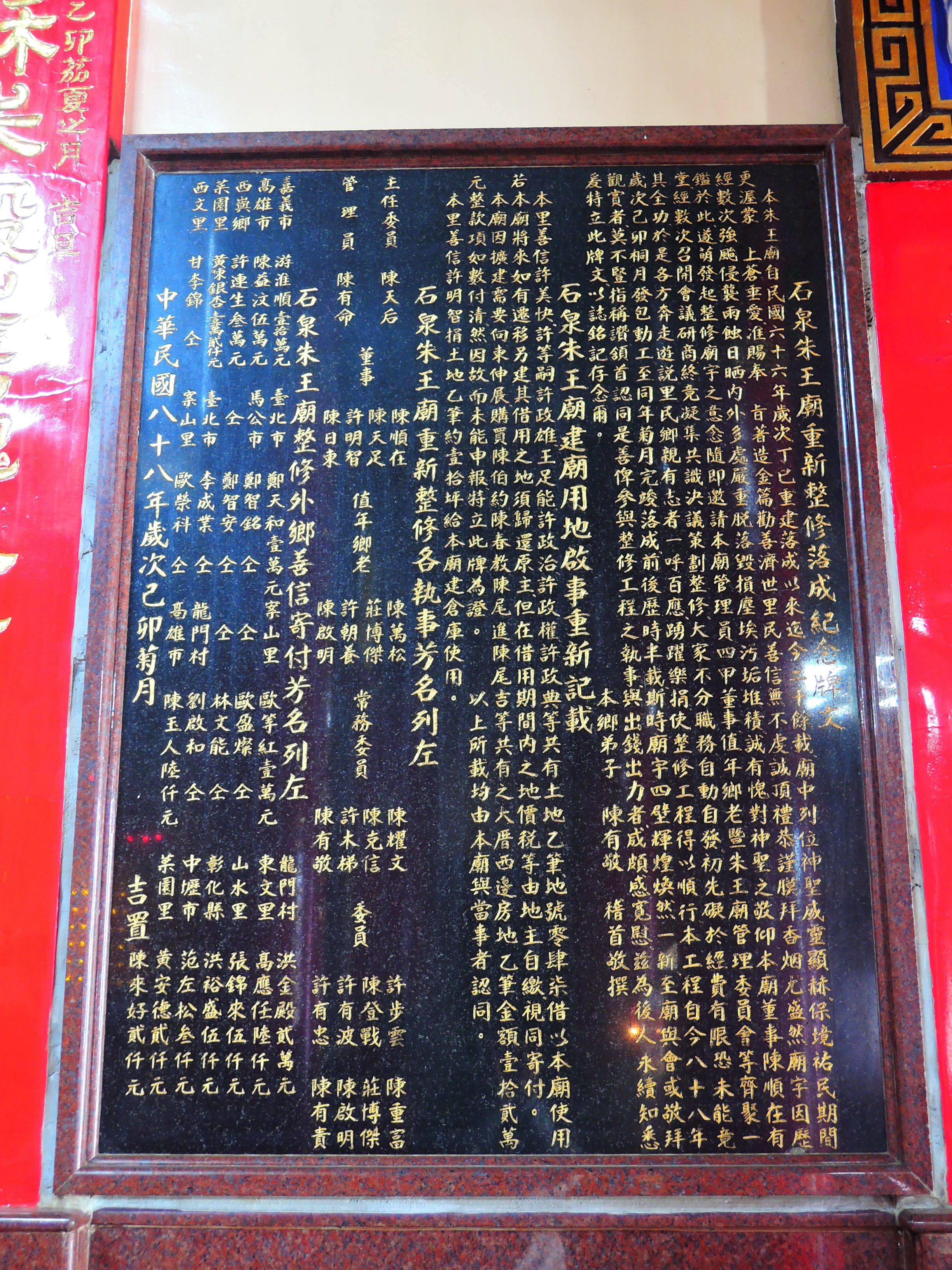
重建碑記
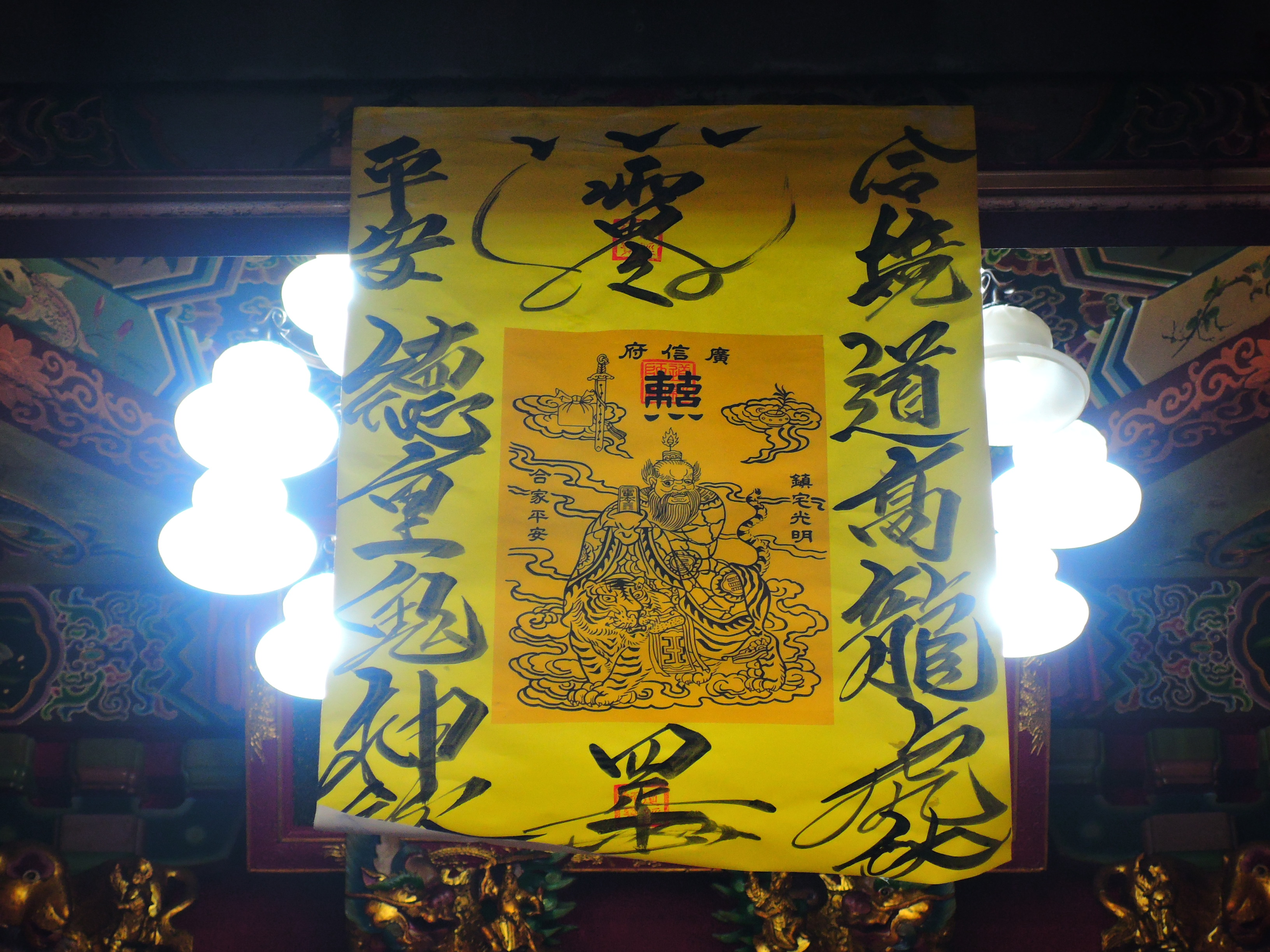
大符雷令（閭山派）
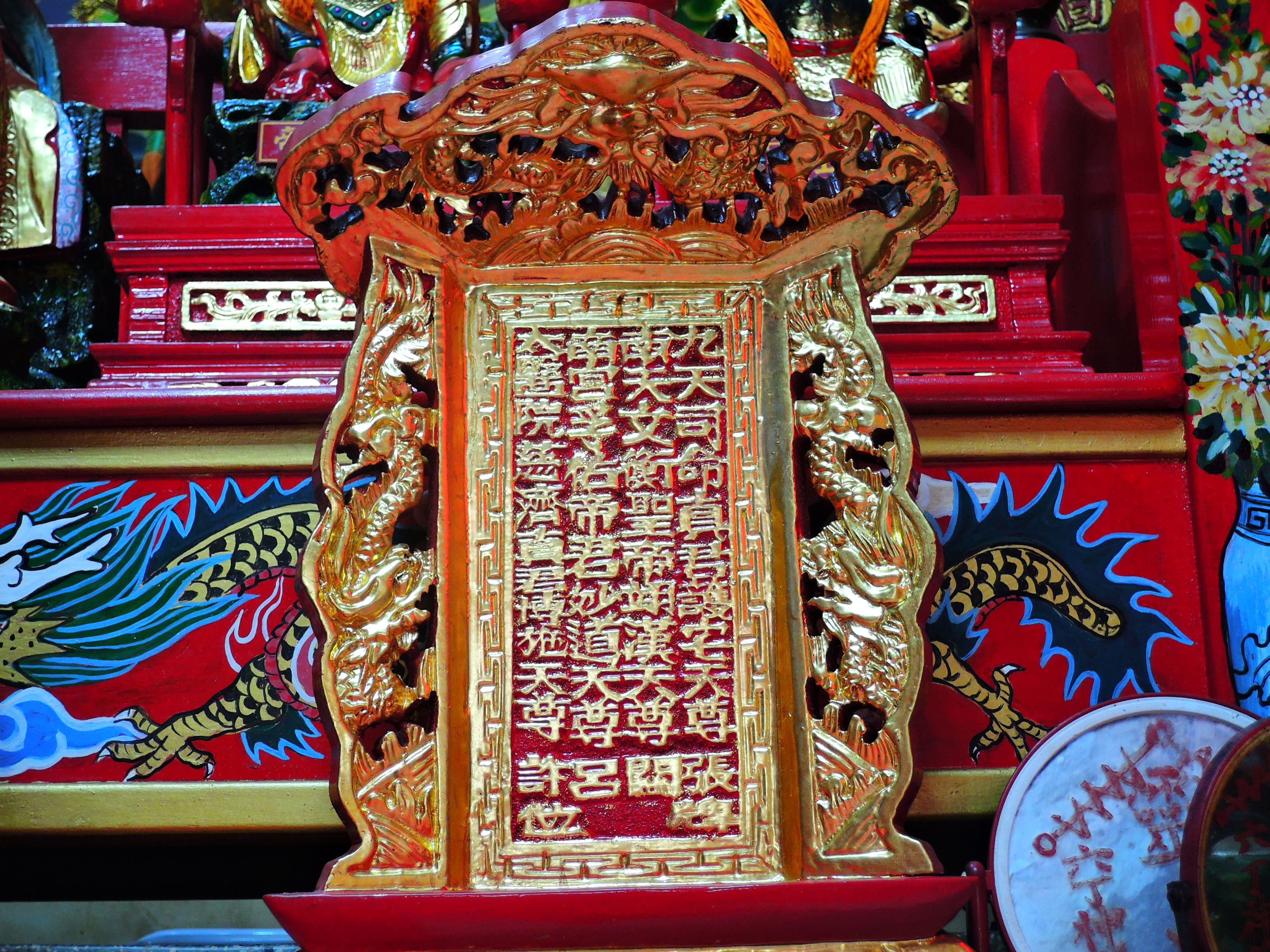
諸神牌位

## 外部連結
- 石泉朱王廟的Facebook專頁